# Camissonia dentata
Camissonia dentata là một loài thực vật có hoa trong họ Anh thảo chiều. Loài này được (Cav.) Reiche mô tả khoa học đầu tiên năm 1898.